# Pilodeudorix catori
Pilodeudorix catori is een vlinder uit de familie van de Lycaenidae. De wetenschappelijke naam van de soort is voor het eerst gepubliceerd in 1903 door George Thomas Bethune-Baker.
De soort komt voor in Senegal, Guinee, Sierra Leone, Ivoorkust, Ghana, Benin en Nigeria.